# Мілітант
Мілітант — слово англійського походження (militant), без чіткого відповідника в українській мові, використовується як прикметник та іменник. Перекладається як «войовничий», або «войовничість», стосовно переконань або поведінки, групи або організації. У англійській мові використовується для позначення енергійно активних, бойових і агресивних дій, походить від латинського слова «militare», що має значення «служити як солдат». Близьким поняттям є також міліція (ополчення).